# Chlotrudis Awards/Taskforce Award
Von 1999–2002 wurde bei den Chlotrudis Awards der Taskforce Award vergeben. Preisträger sind Regisseure, die besonders kreative Filme umsetzen konnten.

## Preisträger
| Jahr | Preisträger     |
| ---- | --------------- |
| 1999 | John Sayles     |
| 2000 | Atom Egoyan     |
| 2001 | Patricia Rozema |
| 2002 | Hal Hartley     |